# 阿梅勒圣母村
阿梅勒圣母村（法語：Notre-Dame-du-Hamel，法語發音：[nɔtʁ dam dy amɛl]）是法国厄尔省的一个市镇，位于该省西南部，属于贝尔奈区。

## 地理
阿梅勒圣母村（48°53'8"N, 0°30'20"E）面积13.58 平方千米，位于法国诺曼底大区厄尔省，该省份为法国北部内陆省份，北起滨海塞纳省，西接奧恩省和卡爾瓦多斯省，南至厄尔-卢瓦省，东临瓦兹省、瓦兹河谷省和伊夫林省。
与阿梅勒圣母村接壤的市镇（或旧市镇、城区）包括：拉艾圣西尔韦斯特、梅利库尔、梅尼勒鲁塞、圣但尼多日龙、乌什堡。
阿梅勒圣母村的时区为UTC+01:00、UTC+02:00（夏令时）。

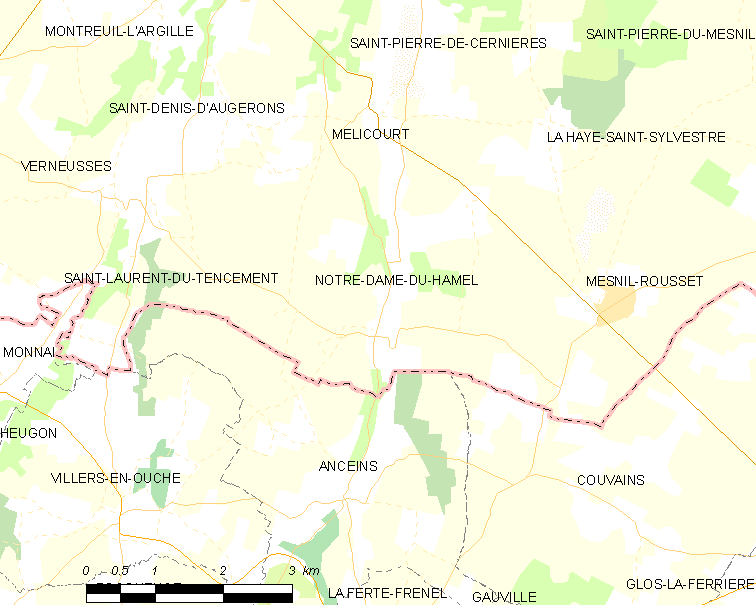
阿梅勒圣母村的OSM定位图

## 行政
阿梅勒圣母村的邮政编码为27390，INSEE市镇编码为27442。

## 政治
阿梅勒圣母村所属的省级选区为布勒特伊县。

## 人口

1962-2008年间阿梅勒圣母村人口变化图示

阿梅勒圣母村于2022年1月1日时的人口数量为188人。